# Phytoecia flavipes
Phytoecia flavipes är en skalbaggsart som först beskrevs av Fabricius 1801.  Phytoecia flavipes ingår i släktet Phytoecia och familjen långhorningar. Inga underarter finns listade i Catalogue of Life.